# قرار مجلس الأمن التابع للأمم المتحدة رقم 1868
قرار مجلس الأمن التابع للأمم المتحدة رقم 1868 المتخذ بالإجماع في 23 مارس 2009.

## القرار
نص القرار على ما يلي:
قرر مجلس الأمن، تمديد ولاية بعثة الأمم المتحدة للمساعدة في أفغانستان لمدة عام واحد، وأدان بشدة جميع الهجمات على المدنيين والقوات الأفغانية والدولية، فضلا عن استخدام طالبان والجماعات المتطرفة الأخرى للمدنيين كدروع بشرية والاطفال كجنود.
وباعتماد القرار 1868 (2009) بالإجماع، قرر المجلس أيضا أن تواصل بعثة الأمم المتحدة لتقديم المساعدة إلى أفغانستان والممثل الخاص للأمين العام في أفغانستان، في إطار ولايتهما واسترشادا بمبدأ تعزيز الملكية والقيادة الأفغانية، قيادة الجهود المدنية الدولية، وفقا لأحكام الأولويات المنصوص عليها في الفقرة 4 من قرار المجلس 1806 (2008).
وبحسب النص، تضمنت تلك الجهود: تعزيز الدعم الدولي الأكثر تماسكاً وفعالية لمساعدة أفغانستان، توفير التوعية والدعم السياسيين لتعزيز تنفيذ إستراتيجية التنمية الوطنية الأفغانية والاستراتيجية الوطنية لمكافحة المخدرات، العمل على تحسين الحوكمة وسيادة القانون ومكافحة الفساد، لعب دور تنسيقي مركزي في تسهيل تقديم المساعدة الإنسانية، مساعدة السلطات على حماية النازحين داخلياً وخلق بيئة مواتية لعودتهم الطوعية، ودعم الاستعدادات للانتخابات الرئاسية المقبلة الحاسمة، ولا سيما من خلال اللجنة الانتخابية المستقلة.
وشدد المجلس على أهمية الانتخابات الرئاسية وانتخابات مجالس المقاطعات في التطور الديمقراطي لأفغانستان، ودعا المجلس إلى بذل كافة الجهود لضمان مصداقية الاقتراع وسلامته وأمنه. واعترفت بالدور الرئيسي للبعثة في دعم العملية الانتخابية، ودعا الحكومة الأفغانية والمنظمات الدولية إلى التنفيذ الكامل لاتفاق أفغانستان والوفاء بالمعايير والجداول الزمنية لإحراز تقدم في مجالات الأمن والحوكمة وسيادة القانون وحقوق الإنسان والقضايا السوسية-إجتماعية ومكافحة المخدرات.
وعقب اعتماد القرار، أعرب ممثل كوستاريكا عن قلقه من إضعاف النص. وخلافا للقرارات السابقة بشأن أفغانستان، لم تُدرج لغة تعرب عن القلق بشأن زيادة الخسائر في صفوف المدنيين. وبينما أدركت كوستاريكا أن المتمردين يتحملون المسؤولية الرئيسية عن معظم الخسائر في صفوف المدنيين، دعت كوستاريكا جميع الأطراف إلى تجنب إلحاق الضرر بهم.